# 六四事件中的山東省
1989年春夏之交，中华人民共和国爆发全国性抗议运动，史称六四事件或八九民运，中国官方称1989年春夏之交的政治风波。期间山東省各地也有抗议、游行、罢课、集会及其他政治表达行为。这些活动多由学生、工人主导，也包含市民等群体发起，乃至有體制內人士參與，与全国范围内的抗议相呼应。山东最大規模的示威發生在最大的城市省会濟南与青島，烟台、东营、泰安、滨州、济宁、聊城、曲阜、淄博、潍坊等地也有不同程度的响应。
在胡耀邦之死，八九民运爆发前，部分民运人士就开始在山东酝酿或参与当时的民主运动。4月5日，几名来自北京的大学生在山东透露，五四期间，学生计划搞全国性统一行动，一些高校已在秘密串联。

## 濟南

### 4月
胡耀邦死后，4月19日济南各高校貼出了許多輓聯、詩詞、大小字報。官方報告指最遲到4月24日，山東各高校出現各種大小字報和標語。4月26日，北京理工大学一学生随身携带传单51份，以找女友为名到山东大学，准备在山东大学学生中进行宣传，被校保卫人员发现制止。由於四二六社論緣故，4月27日，濟南出現示威遊行。

### 5月
5月15日以後，有高校學生開始罷課,有的學校被迫完全停課,有的學校只能斷續上課,敎學秩序和敎學計劃基本無法執行。5月16日，山東大學、山東師範大學等校二千名學生上街遊行。 5月17日下午，山东师范大学三千名、山東工業大學和醫科大學二三千名學生，以及山东大学、中医学院等院校的共八千余名学生遊行聲援北京學生運動，並聚集在山东省委门口，要求与省委领导对话。到5月18日，包括高校學生和社會人士的二萬餘人在济南游行，以聲援北京的学生，并就山東省出現的問題進行抗議。19日，济南至北京的298次客车，因600余名学生进入车库登上列车，造成了车体不能出库，列车被迫停开。
北京戒嚴後，5月20日，山東省政府致電中共中央，擁護李鵬、楊尙昆在北京市黨政軍大會上的講話。當日，山东大学、山东师大等院校的三四千名学生上街游行。山东大学有5000多学生在省政府门前示威、静坐一小时。5月21日晚，山东大学、山东师范大学、山东医科大学、山东工业大学等九所高校10000余名学生涌进济南火车站、白马山火车站，试图堵截运送军人进京增援的火车。22日零时，又有1000多名山东大学学生坐在铁道上，将119、65次列车堵截在济南站内。
5月22日上午，济南毛巾厂和济南建筑机械厂有30多名工人手持小旗到山东大学演讲声援学生游行。下午，山东省司法学校100多名学生身穿警服上街游行。当天围观者有上万人。山东大学、轻工学院130余名学生到济南钢铁厂、卷烟厂进行演讲鼓动工人支援学生。此外官方指五月下旬開始，济南的一些學生衝擊車站,攔截火車、汽車強行乘車去京,外出串聯,有的臥軌攔車,干擾交通運輸,給經濟造成重大損失。 
5月24日，有大约1000名工人開始參與罢工。5月25日，有数万名左右学生、工人、干部和市民參與游行直到深夜，为濟南最大规模的一次。有示威者表示游行由工人领导，“從此學運進入民運,工人積極主動自覺地組織起來。工人終於站起來了”。
运动期间，各高校成立了自己的学生自治会，如、「山東大學生自治會」、「山東師範大學學生行動委員會」等，也有联合各自治会的「山東高校學生自治聯合會」、「濟南高校學生自治聯合會」。濟南市民也先后成立「濟南市工人民主聯合會」、「濟南市工人自治聯合會」等组织。其中济南工自联的负责人为劉玉濱。
5月30日凌晨，山东工业大学四五百名学生因对29日晚中央电视台新闻联播报道该校复课不满，认为是“造谣”，到山东省电视台门口示威。有人企图强行冲进大院。示威者把电视台和广播电台的牌子砸坏。经反复劝说交涉，在凌晨二时许全部返校。
5月31日，随着全省高校复课学生继续增多，仍有学生扬言继续罢课。山东大学有人贴出大字报鼓动学生罢课，称“赴京同学不返校，山大决不复课！否则愧对同学、愧对良心！”山东师范大学有人认为5月29日中央电视台报道该校部分学生复课的消息是“最大的耻辱”，说“正当全国千万青年走向死亡的时侯，我们却退却了，成了死亡线上的叛徒”，并贴出大字报鼓动学生继续罢课。

### 6月
北京六四流血清场后，6月4日，4000多名学生手持花圈在济南游行，哀悼死於北京的遇難者，呼喊“反对暴力”等口号。据报道，他们在公交车上涂寫反李鹏的標語。示威者还设置了路障阻挡交通，其中济南轻工化学总厂工人王立新在当天因为将公交车横在马路中间，其后被以“破坏交通工具罪”判处有期徒刑10年。
6月6日逾万名学生走上街头，五时许，山东大学、师范大学、工艺美术学院等九所院校的3800百余名学生堵塞了济南市的九个主要路口，他们将隔离墩和拦截的公共汽车放气后横在道路中央，设置路障1百多处，造成市区14条汽、电车路全部瘫痪，致使许多职工不能上班。4千多名学生在街头40多处演讲，一些高校开始“空校”，3千多名学生离校。第一机床厂教育处职工学校教师邵凌才在数千人参与的集会上发表演说，抗议戒严部队，遭一便衣警察抄自行车牌照号码。邵凌才随后向示威者指认该便衣“记我的自行车号”。随后该便衣警察受到现场示威者的围攻（邵在六四清场前曾在泉城路等处多次发表演讲，后被以“聚众扰乱公共场所秩序罪”判刑4年）。晚10时，设置路障的百余名市民与历下区公安发生冲突。晚11时，一些民众（官方指为几百名“社会闲散人员”）冲击历下公安分局，分局牌子、玻璃被砸，捣毁了分局的服务部、一层办公室的玻璃，烧毁一辆上海牌小轿车。濟南公安機關指其抓獲三名焚燒汽車的人，至7日凌晨二时抓获48人。公安指最后抓捕的55人中没有学生。
6月7日夜，刘玉滨（天桥区纺织品公司团委副书记）、车宏年（第一机床厂工艺处化验室化验员）、李风林、王长安、魏强等人组织成立了“济南各界自治联合会”。在山东大学新校十号楼237房间成立了“济南各界自治联合会”。该组织该组织下设“革命军事委员会”、“城市工作委员会”、“内务委员会”等八个委员会，计划“筹备长短利器”、“迅速调查部队情况”、“铲除秘密警察”、“罢工”、“空机关”以及破坏铁路运输等。当局指其“妄图组织革命的武装以反抗反人民的军事镇压”。

## 青岛

### 5月
5月14日中午十二时三十分，青岛海洋大学的三百五十余名大学生，呼喊着“声援北京学生爱国运动”，“新闻自由”，“打倒官倒”等口号上街游行。一时许，他们到市政府递交请愿书，并提出：明天如实报道他们的行动；市长要与学生对话；不能对参加游行的学生打击报复。市政府答复了学生的要求后，学生于下午二时三十分返回学校。整个运动期间，学生成立了“青島高校學生自治聯合會”。
5月16日上午八时五千五分，山东纺织学院十七名教师和十一名学生，打着“声援北京十二名作家声明”的横幅上街游行。十一时许，他们到青岛市政府递交了“请愿书”后，学校用车将他们接回。下午一时，青岛海洋大学两千多名学生上街游行，并鼓动青岛医学院的学生一起游行，声援北京学生绝食。21时，青岛建工学院300余名学生游行。
5月17日上午，青岛化工学院、建工学院等院校的四千余名学生打着“打倒官僚，要民主、自由”等横幅上街游行。5月18日，繼續有學生上街。5月19日，青岛海洋大学等高校和中专近2万名学生到汇泉广场集合，游行声援北京学生。海洋大学学生杨海上午在汇泉广场召集各校学生自治会负责人开会，决定成立“青岛高校联合自治会”。各高校校园大字报增多，一些大字报、口号矛头对着李鹏和共产党。海洋大学出现“打倒李鹏”等口号，建工学院有大字报称，要“加强各民主党派的力量，并联合起来在政治上与共产党对抗”。
北京宣布戒严后，20日游行人数明显减少,各高校陆续复课,到6月3日,复课率已达 90%左右。5月22日、23日,有青岛海洋大学、建工学院几百名学生在青岛火车站强行登240次列车到北京未成，即坐轨拦车,造成了铁路运输中断十几小时，晚11时许仍未发车。官方指5月21至23日靑島地方鐵路運輸因學生臥軌阻攔,造成經濟損失14萬6千多元人民幣。5月24日，青岛学生再次举行游行。

### 6月
北京六四流血清场后，6月4日，大量已经复课的学生继续罢课，上街游行。呼喊的口号不断升级,並攻擊中國的党和国家领导人。抗議者还组织了演讲小分队,四处散布北京鎮壓的消息,播放美国之音,张贴大小字报,鼓動青島市民罢工罢市,并从5日开始,在市区主要道路设置路障,堵塞交通, 企图造成“不罢工的罢工”。6月5日到8日的4天内,青島市内交通受到严重影响。青岛市邮电局助理工程师张霄旭在6月5日和6日，在青岛市政府门前对数千人进行演讲，内容包括“我们的政府向学生、人民群众开枪，伤害了这么些人，这种法西斯暴行是骇人听闻的”、“在座的学生、群众都有义务宣传搞罢课、罢工”、“目的是让法西斯政府下台”、“北京已血流成河，该流血就要流血，该拿起枪就拿起枪”、“血债要用血来还”、“政府杀害群众、学生，是法西斯暴行，当年日本鬼子、国民党不敢干的事情，共产党做出来了”、“我们一定团结起来，推翻邓、李、杨政府”、“我国的社会制度和政体结构还不如乌托邦”、“打倒李鹏也不能实现民主，关键是改变现行的政体和社会制度”，并指“在座的可能有公安局、安全局的以及那些政府官员，你们可能因身份的限制而不得已为统治阶级服务，希望你们站到人民的一边来，如果你们助纣为虐的话，将来人民胜利的话一定要和你们清算的”。
6月5日，青岛有传真机的单位收到从境外传来的宣传品41份，主要是香港明报、成报、星岛日报、天天日报、快报、经济日报等刊登的文章、新闻剪报和打印的宣传品。公安局要求全国单位堵截收缴同类的“反动”宣传品。6月6日，青岛海洋大学、化工学院、医学院、纺织学院、建工学院等高校的2000余名学生，堵住了市区29个主要路口，拦截过往车辆阻止职工上班。市区22条交通干线瘫痪。海洋大学还组成二十多人的绝食团，在青岛市政府门前绝食请愿。上午八时，石油大学2000余名学生在校内广场为北京死难者举行追悼会，几百名学生抬着花圈，戴着白花、黑纱上街游行。還有学生直接到几家工厂门口鼓動罢工,甚至冲击工厂,企图阻止工人上班。
当天下午，由于参加游行抗议的二名大学生被台东交警大队抓捕，還有数千示威者打出 “青岛市民”的旗号冲击台东交通警察大队,與警察發生衝突，堵交通,截汽车,呼喊反政府口号。青岛建材一厂工人张本先，啤酒厂工人王健向台东交通大队院内投掷瓦块，呼喊“不放人就砸公安局”等口号，并以群众代表的名义带头冲进交通大队办公楼要求放人，直至19时许离开现场。
6月7日晚，数百人在青岛市市政府门前聚集抗议，其中青岛味精厂工人姜春元在政府门口台阶发表演讲，内容包括呼吁大家“不要再为共产主义奋斗了”，世界上搞共产主义、实行社会主义体制的国家，没有一个“赶上经济体制搞资本主义的国家””“靠资本主义也行，国民党来也行。”“对27军的人，我们就要像二次大战结束后，对待纳粹党卫军的处理的国际惯例一样，见一个杀一个，只要他们出来”，并说“要掐死”中国领导人等。
6月8日，青岛海洋学院有百余名学生上街拦车，堵塞交通。6月10日晨，仍有人在青岛市沧口区一路口设置路障，阻拦交通。從6月5日至10日,青島每日均有上萬名群衆上街遊行,工人罷工,交通嚴重堵塞,全市24條公交線路被迫停駛22條。
6月5日、6日，青岛市公安局局长王银令和中共青岛市委副书记、青岛市副市长俞正声先后发表电视讲话,随后,青岛市公安局发布了第1、2号通告,明确提出了禁止“阻断交通和张贴大小字报、传播谣言”的禁令和措施。青岛市政府又发布通告,明确宣布“青高联”及其“敢死队”、“市民声援团”为“非法组织”。

## 其他县市
在胡耀邦死後的悼念活動中，官方指有人乘機散佈攻擊政府的言論。例如有的山東学生“怀疑胡耀邦的死因有问题，说胡不是死于心脏病，怀疑中央有问题”。5月，滨州醫學院等大专院校学生也上街游行声援北京，中共惠民地委则要求共产党员要严格遵守党的纪律，不参与非组织活动。
5月17日，曲阜师范大学一千余人上街游行。该学校在运动中有人成立了「學生自治會」，负责人为徐泉。5月18日上午，济南、青岛、泰安、济宁、煙台、濰坊、聊城、棗莊、東蒙等縣市有近五万名学生上街游行。当日，淄博山东农机学院千余名大学生走出校园，沿张店人民西路、中心路、柳泉路等主要街道游行、声援北京学生。淄博当局指整个运动期间淄博发生了8次学生游行活动。烟台大学、中国煤炭经济学院、烟台师范学院、莱阳农学院近5000名学生和教师到烟台市区游行，并到市政府门前静坐，声援北京。烟台副市长周训德、姜代晓、杨金镜分别同请愿学生对话，要求学生复课。5月19日，山东各地继续有人上街游行。
北京戒嚴後，5月20日东营、泰安等院校的7000名學生上街游行抗議。21日，继续有人打“反对独裁”，“反对警察”，“李鹏下台，小平滚蛋”等标语游行，有高校学生组织小股人员走向社会进行鼓动宣传，争取社会各界人士对学潮的同情和支持。5月22日上午，济南、青岛、烟台、东营、泰安、滨州6市34所学校（含2所中学）15000名学生上街游行。当日，烟台大学、中国煤炭经济学院、烟台教育学院有1400余人参与游行。
5月23日，烟台师范学院300多名学生和青年教师到市区游行，并到烟台市政府门前静坐演讲。5月24日，青岛、烟台、东营、济宁、聊城五个城市八所院校2000余名学生上街游行。运动期间，聊城師範學院也有人成立“高校學生自治會聊城分會”。5月27日，山东不少学生仍未复课，有学生继续到社会上讲演，鼓动群众。游行、冲击车站、强行乘车、卧轨拦车等行为消失。
北京六四清场后，公安局指烟台6月4日有很多学生上街游行。6月5日，烟台大学、中国煤炭经济学院1300多名学生和教师戴着黑纱、白花，抬着花圈，打着"血债要用血来还"等横幅进入市区游行，并用高音喇叭播放哀乐，声援北京。此后，烟台大学、师范学院、中国煤炭经济学院又相继发生罢教罢课事件，先后有2800多名学生空校返乡。不少学生还到社会上串联、演讲、募捐、传播信息。
6月5日和7日，潍坊印染厂工人刘济潍在潍坊的学生游行示威过程中，用毛刷和墨汁在市区主要马路的墙壁、公共汽车、党家湾崖烧饼铺等地书写了“绞死刽子手李鹏”、“军队应反戈一击”、“打倒刽子手ＸＸ、ＸＸＸ”、“人民公敌ＸＸ、ＸＸＸ”“ＸＸ死刑”、“刽子手ＸＸ没有好下场”、“保卫共和，结束独裁”等标语7处9条（其后刘被以反革命宣传煽动罪判处有期徒刑8年）。
6月6日，临朐县水泥厂化验员张铭山收听美国之音，在县城书写并匿名张贴《告临朐县人民书》小字报，呼吁“全县人民积极行动起来，救党、救国、救学生”。小字报被其他职工揭下后举报。该县公安局通过调查信纸来源和鉴定笔迹，锁定目标并将其抓捕，最终被潍坊市中级人民法院以“反革命宣传煽动罪”判处有期徒刑两年。

## 後續
在6月6日在青岛台东交警大队要求释放被捕学生示威者的张本先、王健两人被以流氓罪分别判刑12年和10年。当局亦指控其曾参与陈延忠等人组织的“青岛市民请愿团”，并参与5月初大学生要求“反腐败、反官倒、要民主、要自由”为诉求的游行示威。曾在青岛市政府前多次带头演讲的张霄旭被以以“反革命宣传煽动罪”判处有期徒刑15年，当局亦指控其当中集资购买一台收录机“进行反革命宣传煽动”，并在六四清场前就鼓动“要大学生结社，担起宣传民主意识的责任”（张在1980年曾参加民运组织“民主志友学社”）。
6月6日，济南军区7313厂工人解金玉当天与众多济南工人一起在历下区公安局门前抗议抓捕工人，并设置路障阻止镇压，被抓捕后被济南市槐荫区人民法院以“流氓罪”判刑6年。当局指其在公安局门外西侧与他人一起动手竖立已被推倒的铁栅栏做路障，并用水泥石块砸路灯和武警，并鼓动人民将横在马路中间的公共汽车掀翻挡路。在六四清场后在济南成立“济南各界自治联合会”的刘玉滨等人，被判处反革命宣传煽动罪有期徒刑2年到3年不等。当局亦指控刘玉滨等人在运动期间书写并张贴“最新消息”、《起诉李伪政府的八条罪状》等传单文，或先后在济南解放桥、铁路机械学校等地进行演讲，或带头呼喊：“打倒李鹏”、“打倒邓小平”、“打倒杨尚昆”、“打倒独裁”等口号。
6月10日，參加北京民運活動的骨幹分子石金剛被樂陵市公安局抓獲。山東省政府發出通告,責令運動期間成立的學生組織和其他群衆組織必須立即解散,其組織者和首要分子,應立即到公安機關登記,並要求全省人民“積極行動起來,檢舉揭發違法犯罪分子”。中共山東省委召開常委擴大會議,要求各級黨組織和政府組織黨員、幹部、共青團員和人民群眾“堅決同極少數製造動亂和暴亂的壞人進行鬥爭，防止和制止反革命分子策劃動亂、暴亂的陰謀得逞”，並指出廠礦企業必要時可組織「護廠隊」,對鼓動破壞生產的行爲“要及時揭露,制止暴亂”。
從6月4日至12日，濟南市公安幹警和武警共抓獲並收審了84名示威參與者。至6月12日,青島市公安機關共抓獲75名“製造動亂、破壞交通”的參與者。從6月4日至12日,山東全省基幹民兵在“護廠護店護村活動”中共協助公安部門抓獲並收審了60多名參與者。
6月13日,濟寧市有四名高校自治會成員向公安局登記自首。青島市政府發出通告,宣佈「青島高校學生自治聯合會」及其「敢死隊」、市民聲援團爲非法組織,必須立即自動解散。6月14日,山東電台報導泰安公安抓獲兩名民運分子。濟寧市政府發出通告,宣佈曲阜師範大學「學生自治會」爲“非法組織”,明令取締。公安機關並對該組織領頭者許全發出通緝令。
6月15日，濟南市公安局取締「濟南市各界自治聯合會」，逮捕了領頭者劉玉濱、車宏年和骨幹分子張新潮、邵良臣、郝勁光。參與北京民運活動的骨幹分子劉建強、宮永剛、宮輝，在德州火車站被公安查獲。在北京參與阻攔、焚燒軍車的示威者姜曉東被肥城縣公安局抓獲。聊城市政府發出通告，宣佈「高自聯聊城分會」爲“非法組織”並責令立即解散。6月16日，滕州公安抓獲一名張貼反共標語的北京「農自聯」骨幹分子劉生昌。6月17日,參與北京民運活動的骨幹分子禹方強在其原籍新泰市被公安抓獲。「北京市民自治聯合會」會長萬新金在其原籍平度縣到公安投案自首。
6月20日,在天安門廣場擔任「外高聯」領頭者之一的潘強,在山東大學校園內被捕。截止6月20日,濟南公安共收審“製造動亂、打砸搶燒”的108人，其中本市95人,外地13人。6月21日,濟南市中級人民法院召開萬人公審大會,對45名示威人士分別判處死刑17名;死刑緩刑兩年9名;無期徒刑9名,有期徒刑十名。6月22日,「濟南各界自治聯合會」主要成員王長安到濟南公安歷下分局投案自首。濟南市政府發出通告宣佈「濟南高校學生自治聯合會」、「山東大學學生自治會」、「山東師範大學學生行動委員會」爲“非法組織”,應一律取締,並限定其組織領頭者和骨幹七日內到當地區公安分局登記。迄6月24日,山東省公安共查獲參與北京民運活動的領頭者和骨幹分子八名。
六四之後，淄博当局取缔了各组织，对参与游行请愿的人员进行了登记，并指其侦破了25起“反动标语”，“制裁”了5名“触犯刑律的反革命分子、特务间谍分子”。莱阳市籍的解放军士兵刘国庚在北京的冲突中死亡，被当局表彰为“共和国卫士烈士”。山东省政府副秘书长于德普等领导在事后特意到其出身的盖家瞳村看望其亲属。8月16日，新華社报道“平息北京反革命暴亂英模事跡報告團”六個分團分赴包括济南在内的各地開展宣講工作。
青岛味精厂工人姜春元因为多次在青岛市政府前和繁华闹区演讲，又到海洋大学宣传抗暴方式，鼓励民众不要再相信共产主义，呼吁抵抗邓小平、李鹏等人，并谴责在北京执行戒严令的军人，被秘密逮捕后以“反革命宣传煽动罪”判处有期徒刑5年。其在莱西北墅监狱钢管车间，从事繁重的体力劳动。青島工人姜福禎在六四清场后在青島海洋大學张贴、散发了《討逆民之賊李鵬書》，文中批评邓小平和李鹏等中共领导人，并呼吁民众将邓、李等赶下台，被當地法院以“反革命宣傳煽動罪”判處八年有期徒刑（姜在运动期间因为此前曾参与民运刊物的编辑工作被勒令退学，六四清场前为不连累家人并未公开活动）。姜福禎出獄之後，開始尋訪周邊地區因為六四成為政治犯的人群，並最終流亡荷蘭。

## 另見
- 六四事件
- 1989年中華人民共和國抗議地區列表